# Willy Strecker
Willy Strecker (auch: Willi Strecker oder Wilhelm Strecker; geboren 4. Juli 1884 in Mainz; gestorben 1. März 1958 in Wiesbaden) war ein deutscher Verleger und Mitinhaber des Mainzer Musik-Verlagshauses B. Schott’s Söhne.

## Leben
Willy Strecker und sein einziger Bruder Ludwig Strecker der Jüngere traten 1909 in das väterliche Unternehmen ein und erhielten von noch im selben Jahr Prokura nach dem Austritt von Ferdinand Bermann. 1920 wurde „Wilhelm Strecker“ Teilhaber der Firma, Prokura erhielten stattdessen Karl Bauer und Wilhelm Krug. 1933 begrüßte er in einem Brief an Igor Strawinsky die nationalsozialistische Machtergreifung in Deutschland.
Nach dem Tod ihres Vaters 1943 leiteten die beiden Brüder das Unternehmen gemeinsam.
Ebenfalls 1909 führte Willy Strecker den Komponisten Max Reger bei seinem Besuch in London durch die Gemäldegalerie der dortigen National Gallery; später hatte sich Strecker einen Ruf erworben als der „legendäre Chef des Mainzer Schott Verlags und charismatischer Lenker der Geschicke der Neuen Musik in Deutschland.“
Willy Strecker stand mit zahlreichen Persönlichkeiten der schreibenden und musizierenden Künste in Korrespondenz, darunter beispielsweise mit Paul Hindemith oder Hans-Heinrich Ambrosius.
Willy Strecker starb Anfang März 1958 in Wiesbaden im Alter von 73 Jahren.